# Hexagrammidae
Famille
Les Hexagrammidae sont une famille de poissons téléostéens de l'ordre des Scorpaeniformes.

## Liste des genres
Selon World Register of Marine Species (12 février 2016) :
- genre Hexagrammos Tilesius, 1810
- genre Ophiodon Girard, 1854
- genre Oxylebius Gill, 1862
- genre Pleurogrammus Gill, 1861
- genre Zaniolepis Girard, 1858

Hexagrammos lagocephalus.
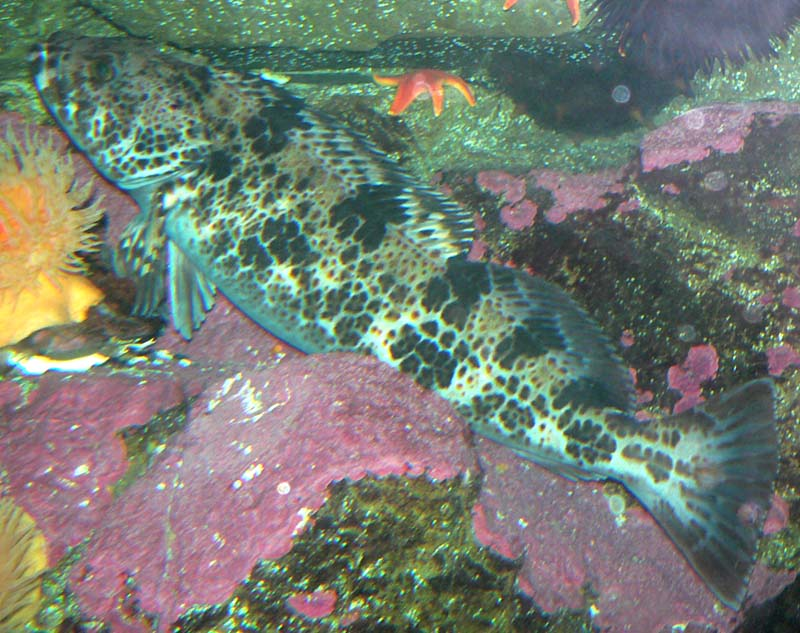
Ophiodon elongatus.
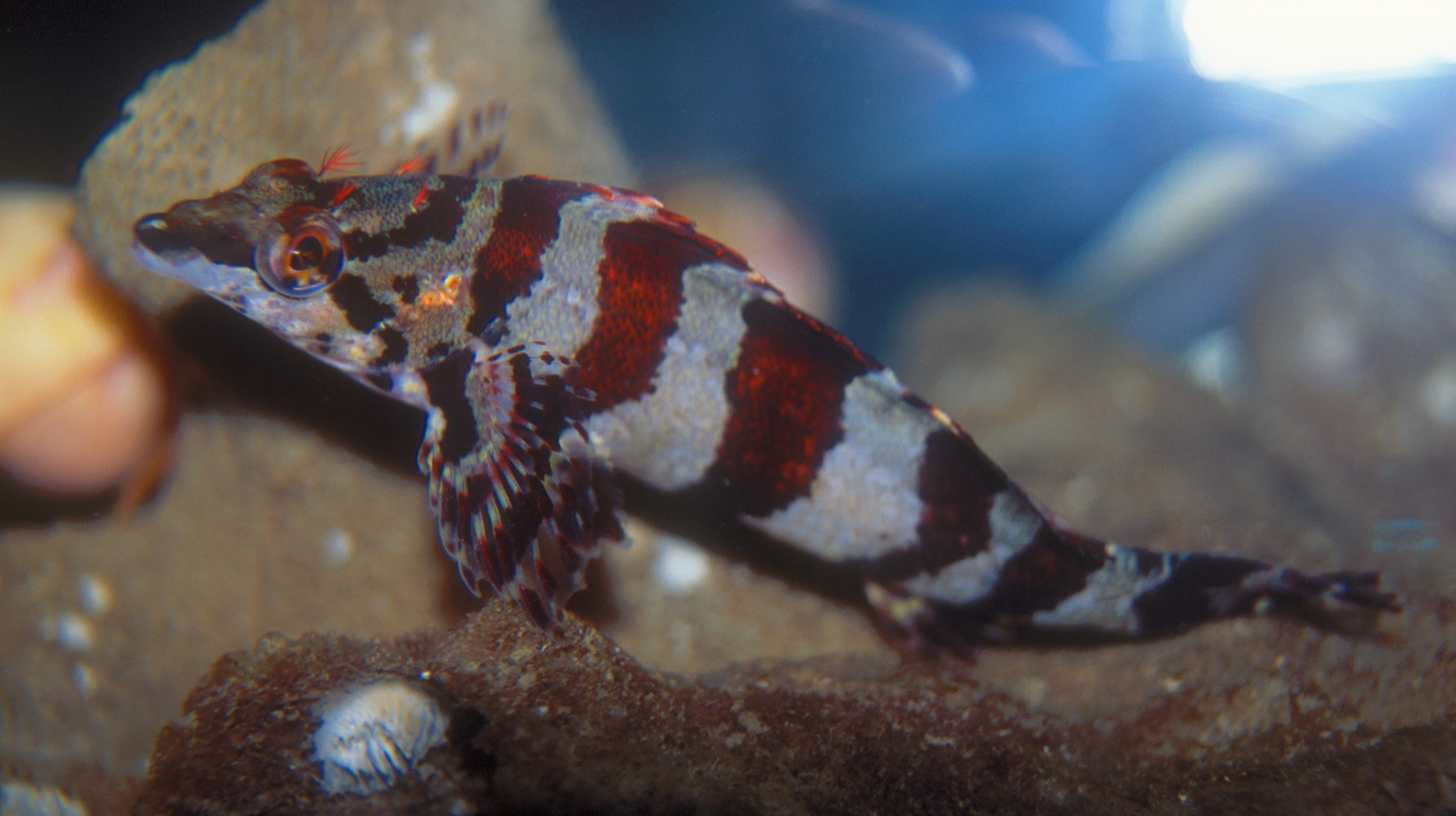
Oxylebius pictus.
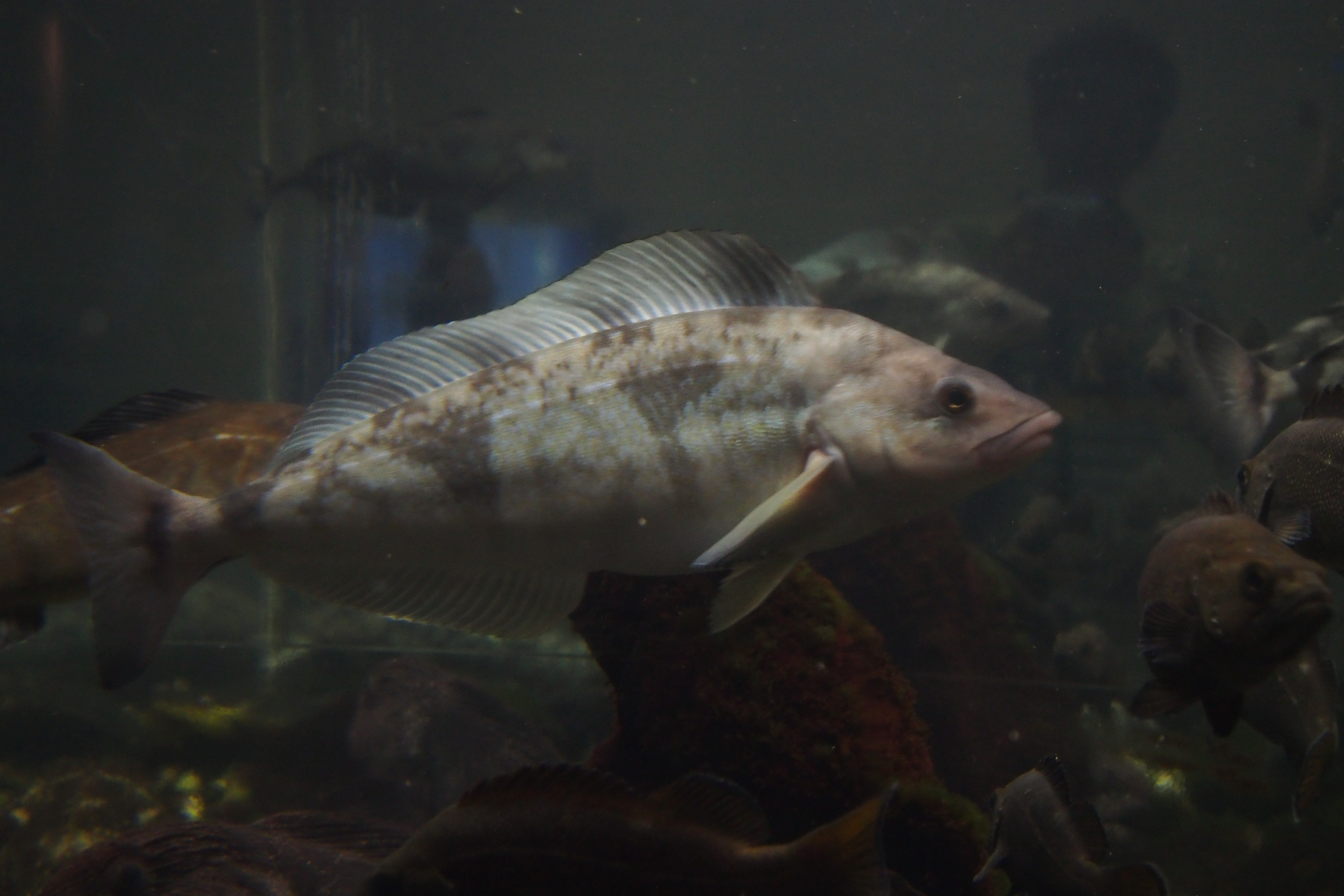
Pleurogrammus azonus.
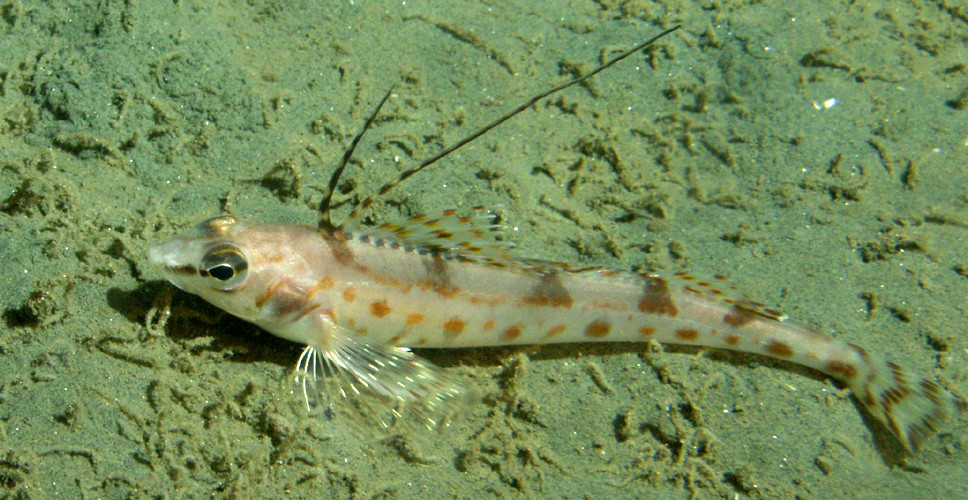
Zaniolepis latipinnis.